# La Propriétaire
Pour plus de détails, voir Fiche technique et Distribution.
La Propriétaire (en anglais : The Proprietor) est un film franco-américain réalisé par Ismail Merchant en 1996.

## Distribution

### Acteurs principaux
- Jeanne Moreau : Adrienne Mark
- Sean Young (VF : Anne Deleuze) : Virginia Kelly
- Sam Waterston : Harry Bancroft
- Christopher Cazenove : Elliott Spencer
- Nell Carter : Millie Jackson
- Jean-Pierre Aumont : Franz Legendre
- Austin Pendleton : Willy Kunst
- Charlotte de Turckheim : Judith Mark
- Pierre Vaneck : Raymond T.K
- Marc Tissot : Patrice Legendre
- Josh Hamilton : William O'Hara

### New York
- Joanna Adler : F. Freemder
- James Naughton et J. Smith-Cameron : les texans
- Michael Bergin : Bobby
- John Dalton : Emilio
- Jack Koenig : le portier
- Panther, Bull, Kim Gilmore et Falcon : Guardian Angels
- Joan Audiberti et Katherine Argo : les françaises
- Judy Alanna : la femme dans le parc

### Paris
- Hubert St. Macary : le chauffeur de taxi
- Diane Nignan : la piétonne
- Guillemette Grobon : Suzanne T.K

### The Apartment
- Cherif Ezzeldin et Valérie Tolédano : le couple français
- Jorg Schnass et Paula Klein : le couple allemand
- Suzanna Pattoni : la concierge

### The Auction
- Alain Rimoux : Noraire
- Humbert Balsan : Maître Vicks
- Donald Rosenfeld : Maître Ertaud

### French Television
- Franck de la Personne : le modérateur télé
- Gilles Arbona : le politicien
- Henri Garcin : l'intervieweur
- Jeanne-Marie Darblay : la journaliste

### Cannes
- Kathryn Kinley : la présentatrice

### Paris 1943, Maison Madeleine
- Marjolaine DeGraeve : Adrienne jeune
- Carole Franck et Azmine Jaffer : les vendeurs
- Brigitte Catillon : l'aristocrate

### Maxims Restaurant
- Jean-Yves Dubois : Fan-Fan
- Hervé Briaux : l'aristocrate

### Girl in the Nightclub
- Sophie Camus : la fille dans la boîte de nuit

### 'Je m'appelle France'
- Éric Ruf : Théodore
- Élodie Bouchez : la jeune femme
- Judith Rémy : Nadine

### 'Call me French'
- Sean Young : Sally
- Wade Childress : Ben
- Thomas Tomazewski : Franck

## Publication
Ismail Merchant a écrit un livre sur le tournage du film (comme il l'avait fait pour Les Imposteurs), intitulé  Once Upon a Time ... The Proprietor